# Liubov Averiánova
Liubov Averiánova –en ruso, Любовь Аверьянова– (1972) es una deportista rusa que compitió en halterofilia. Ganó tres medallas en el Campeonato Europeo de Halterofilia entre los años 1994 y 1997.

## Palmarés internacional
| Campeonato Europeo | Campeonato Europeo  | Campeonato Europeo | Campeonato Europeo |
| Año                | Lugar               | Medalla            | Categoría          |
| ------------------ | ------------------- | ------------------ | ------------------ |
| 1994               | Roma (Italia)       | Medalla de plata   | 46 kg              |
| 1995               | Beer Sheva (Israel) | Medalla de bronce  | 46 kg              |
| 1997               | Sevilla (España)    | Medalla de plata   | 46 kg              |